# کوارتت (فیلم ۲۰۱۲)
«کوارتت» (به انگلیسی: Quartet) یک فیلم به کارگردانی داستین هافمن است که در سال ۲۰۱۲ منتشر شد.

## بازیگران
- مگی اسمیت
- تام کورتنی
- بیلی کانلی
- پائولین کولینز
- مایکل گمبون
- مایکل بایرنه
- تِـرِور پیکاک